# Primorszk
Primorszk (oroszul: Приморск, finnül: Koivisto, svédül és korábban oroszul: Björkö) egy orosz kisváros a Balti-tenger partján. A Finn-öböl északi partján 140 km-re nyugatra fekszik Szentpétervártól a Leningrádi terület Viborgi járásában.

## Története
A helyiségől először 1268-ban tesz említést egy orosz krónika Берёзовское (Berjoszovszkoje, „Nyírfafalu“) névvel. Svédország a harmadik keresztes hadjárata során Torgils Knutsson vezetésével szerezte meg és a nagy északi háborút 1721-ben lezáró nystadi békeszerződés révén került Oroszországhoz. 1920 után a függetlenné vált Finnországhoz tartozott Koivisto névvel, de az 1940-es szovjet agresszió után a Szovjetunióhoz került. A második világháború során a finnek visszafoglalták és 1941-1944 között megszállva tartották.
1905 júliusában, nem sokkal az orosz–japán háborúban döntő jelentőségűnek bizonyuló csuzimai csata után II. Vilmos német császár és II. Miklós orosz cár itt kötötte meg a björkői szerződést. Vilmos császár a szerződéssel fel akarta törni Németország orosz-francia szövetség általi bekerítettségét, de a szerződést az oroszok nem ratifikálták, így a próbálkozása nem járt sikerrel.
A 20. században a város Viborg külső kikötőjévé fejlődött. 1948-ban változtatták nevét Björkőről Primorszkra.

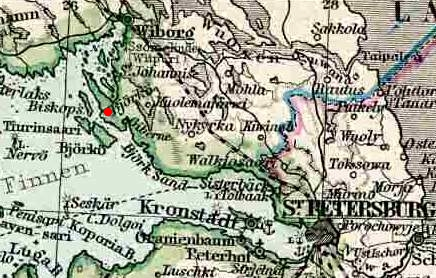
Björkö fekvése a Finn-öbölben a Stielers Handatlas 1831-es kiadásában
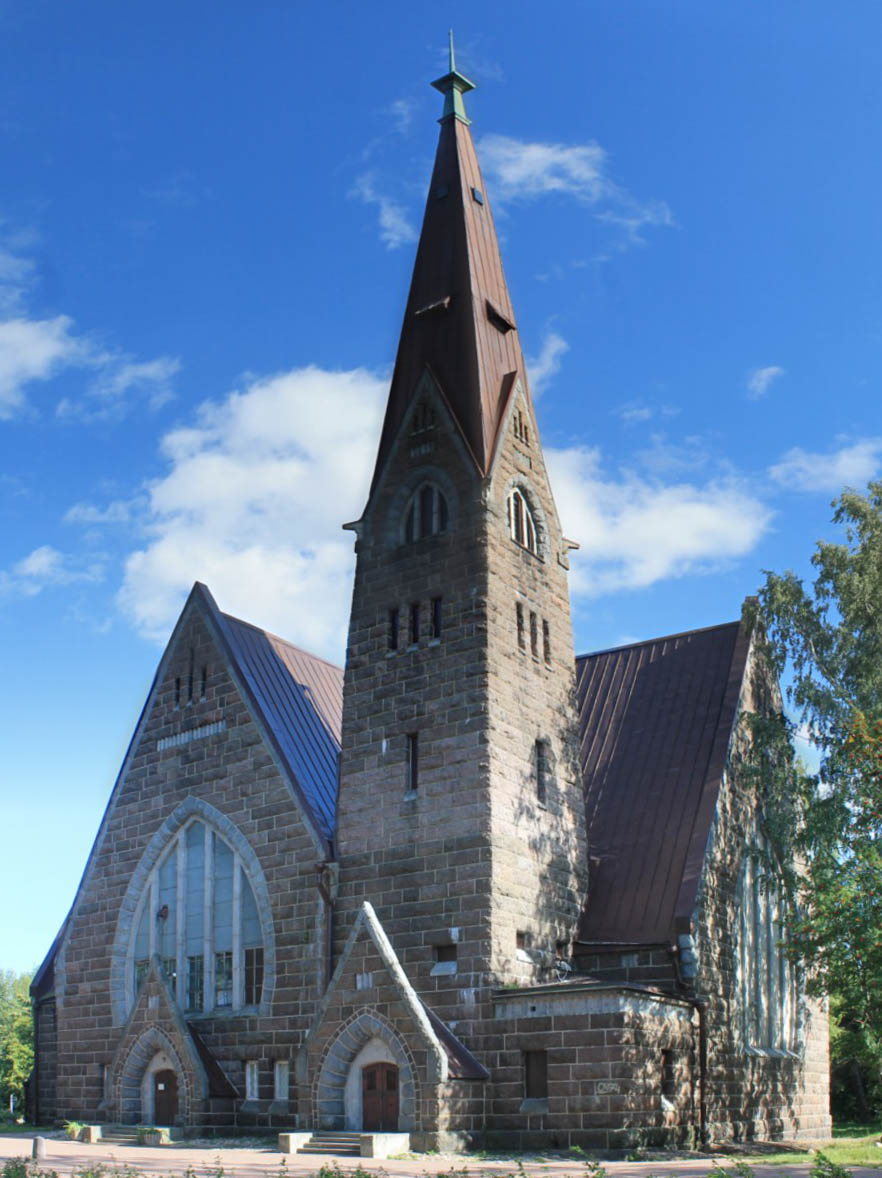
Az evangélikus Mária-Magdolna Templom Primorszkban, mely a finn nemzeti romantika stílusában épült 1902-1904 között Josef Stenbäck tervei alapján
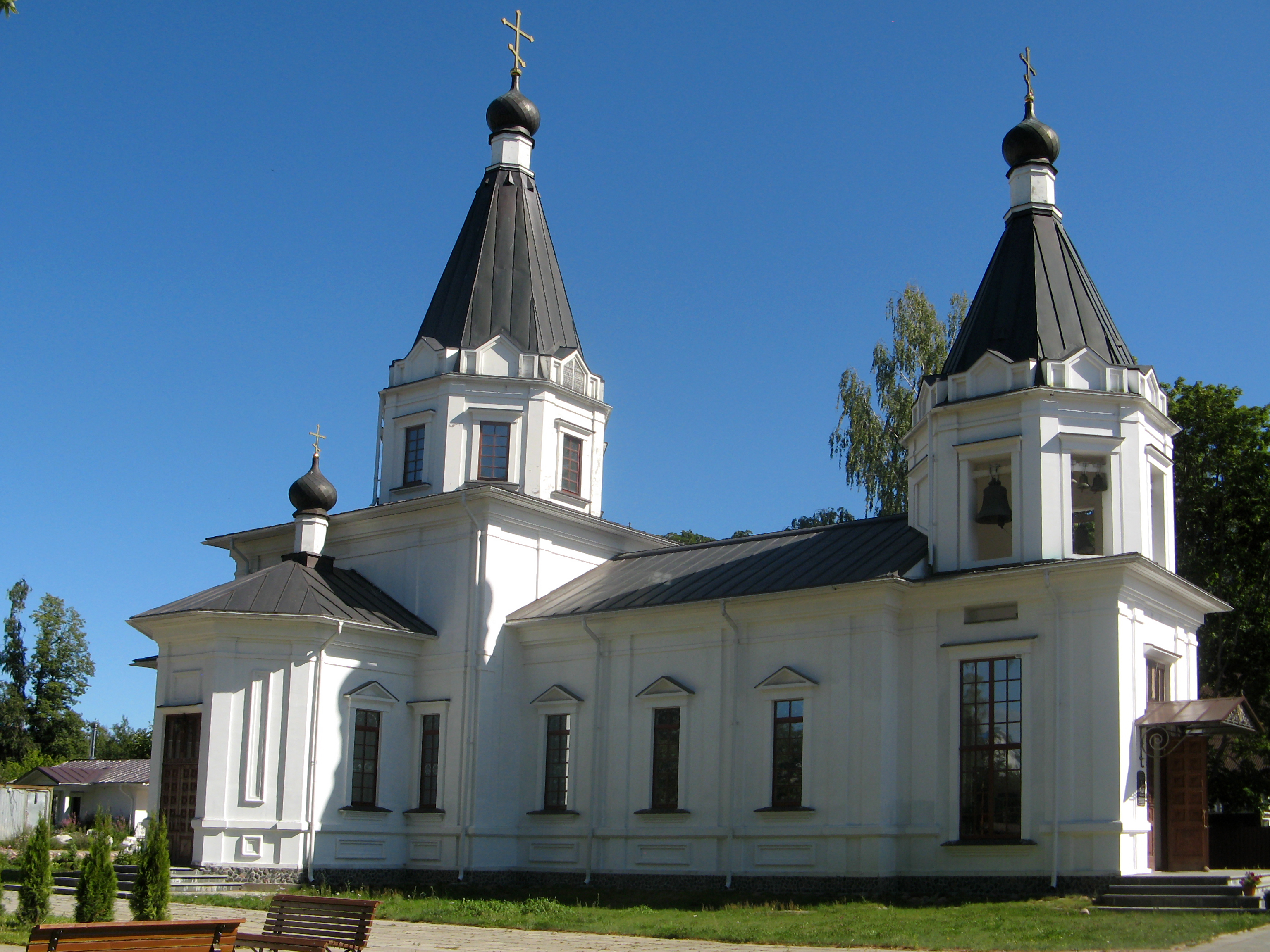
Az Új Mártírok és Oroszország Hitvallói ortodox templom (építve 2006-2010 között)
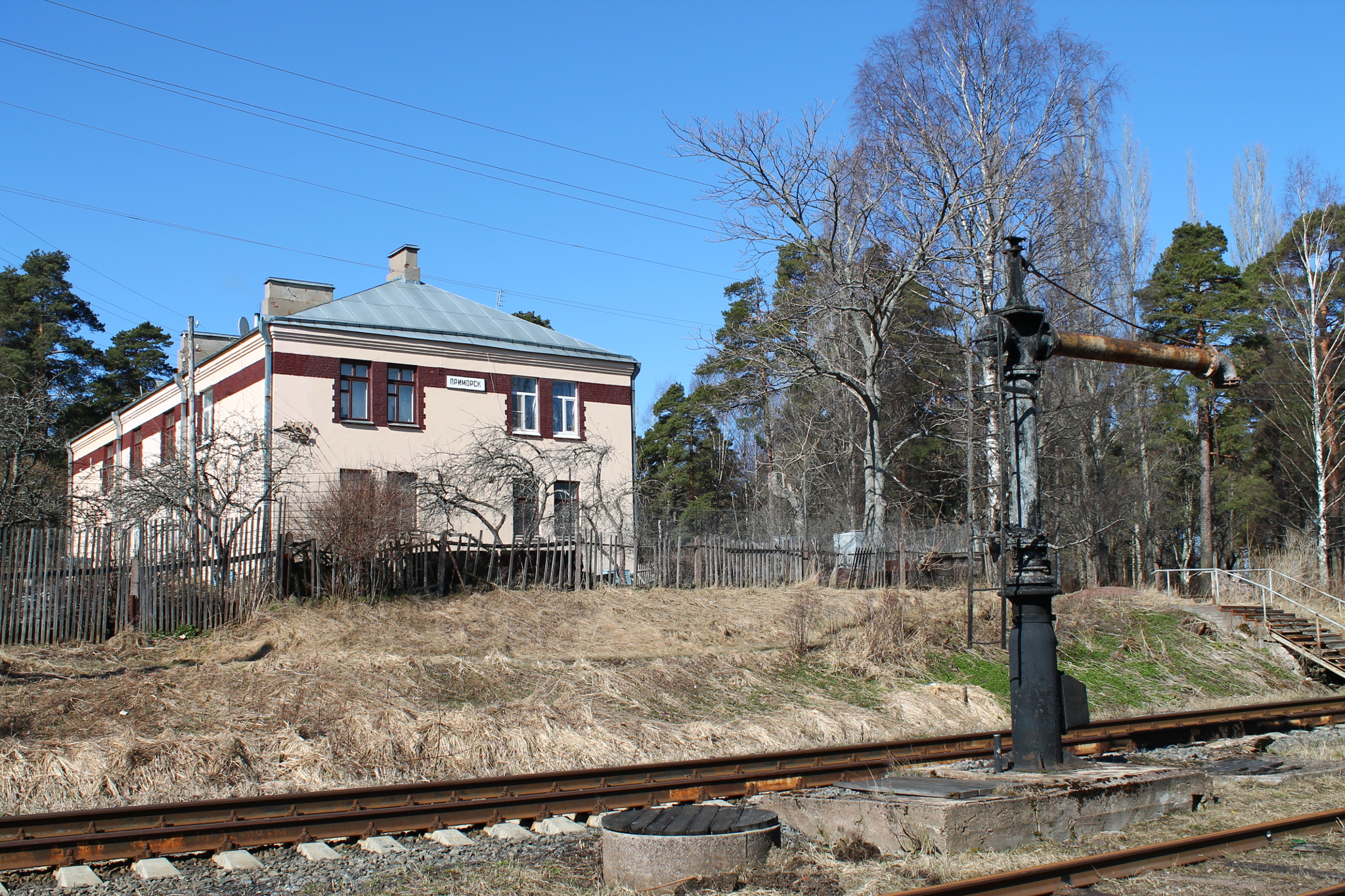
Pályaudvar

Népességszám alakulása
| Év   | Lakos |
| ---- | ----- |
| 1959 | 3897  |
| 1970 | 5521  |
| 1979 | 6258  |
| 1989 | 6637  |
| 2002 | 5332  |
| 2010 | 6119  |

Megjegyzés: Népszámlálási adatok

## Primorszk kikötője
Primorszkban található a Balti-tenger legnagyobb olajkikötője, a város 2001 óta a Balti Olajvezeték Rendszer nyugati vgépontja. A kikötőjében egyidejűleg négy tartályhajót is feltölthetnek olajjal. A Fehéroroszországgal folytatott tranzitviták következtében a kikötő szerepe nőtt a Nyugat-Európába irányuló export terén.
Primorszk kikötőjével szemben fekszik a rámszari egyezmény alá eső „Berjosowyje ostrowa“ (a „Nyírfa-szigetek”) madárvédelmi terület

## A város szülöttei
- Arvo Peussa (1900–1941), finn atléta
- Pentti Karvonen (1931–2022), finn akadályfutó
- Matti Maisala (* 1931), finn evezős
- Eino Kirjonen (1933–1988), finn síugró
- Mauno Maisala (* 1933), finn evezős
- Voitto Soini (* 1938), finn jégkorongozó

## Fordítás
- Ez a szócikk részben vagy egészben  a   Primorsk (Leningrad) című német Wikipédia-szócikk ezen változatának fordításán alapul.  Az eredeti cikk szerkesztőit annak laptörténete sorolja fel. Ez a jelzés csupán a megfogalmazás eredetét és a szerzői jogokat jelzi, nem szolgál a cikkben szereplő információk forrásmegjelöléseként.

## Külső linkek
- Primorsk a mojgorod.ru oldalon (orosz)
- A város nem hivatalos oldala (orosz)